# Daniel Ings
Daniel Ings, född 30 november 1985 i Wiltshire, är en brittisk skådespelare.

## Biografi

### Uppväxt
Daniel Ings studerade teater på Lancaster University och examinerades 2008. Han fortsatte sina studier på Bristol Old Vic Theatre School och National Youth Theatre.

### Karriär
Ings började få uppmärksamhet när han spelade playboyen Luke i Netflix-serien Lovesick (2014-2018). Han skulle också synas i The Crown (2016-2017) där han porträtterade Mike Parker. Han hade sedan en av huvudrollerna i TV-serien Instinct (2018-2019). 2019 fick han en återkommande roll i serien Sex Education och medverkade i de tre första säsongerna. 2020 hade han också en återkommande roll i The English Game. Samma år hade han också en av huvudrollerna i serien I Hate Suzie.
Ings skulle sedan vara med i BBC-serien The Gold (2023). Han fick stor uppmärksamhet för sin roll som den opålitlige och kokainberoende Frederick "Freddy" Horniman i Guy Ritchies TV-serie The Gentlemen (2024). Serien baserades på regissörens egen film med samma namn från 2019.
Ings har fått en roll i den kommande Game of Thrones spinoffen A Knight of the Seven Kingdoms där han ska spela Lyonel Baratheon.

## Filmografi (i urval)

### Film
| År   | Titel                                           | Roll         | Notering          |
| ---- | ----------------------------------------------- | ------------ | ----------------- |
| 2010 | The Third One This Week                         | Doktor       | Kortfilm          |
| 2010 | Audiobook                                       | Chris        | Kortfilm          |
| 2010 | Funny Money                                     | Dan          | Kortfilm          |
| 2011 | The Last Temptation of William Shaw             | William Shaw | Kortfilm          |
| 2011 | Pirates of the Caribbean: I främmande farvatten | Vakt         |                   |
| 2011 | After Before Sunrise                            | Peter        | Kortfilm          |
| 2015 | Eddie the Eagle                                 | Zach         |                   |
| 2020 | Zog and the Flying Doctors                      | Sir Gadabout | Röstroll, TV-film |
| 2023 | The Marvels                                     | Ty-Rone      |                   |

### TV
| År        | Titel                          | Roll                        | Notering                                                   |
| --------- | ------------------------------ | --------------------------- | ---------------------------------------------------------- |
| 2010      | Peep Show                      | Doktor                      | Avsnitt: "St Hospitals"                                    |
| 2010-2011 | Psychoville                    | Kelvin                      | 7 avsnitt                                                  |
| 2010-2011 | Pete versus Life               | Jake                        | 5 avsnitt                                                  |
| 2011      | The Café                       | John Streatfield            | 6 avsnitt                                                  |
| 2012      | Little Crackers                | Dan                         | Avsnitt: "Joanna Lumley's Little Cracker: Baby, Be Blonde" |
| 2014      | Uncle                          | Rex                         | Avsnitt: "Favourites"                                      |
| 2014      | Mount Pleasant                 | Robbie                      | 8 avsnitt                                                  |
| 2014      | Unge kommissarie Morse         | Terence Black               | Avsnitt: "Nocturne"                                        |
| 2014      | Give Out Girls                 | Edward                      | Avsnitt: "Overnight Stay"                                  |
| 2014-2017 | W1A                            | Matt Taverner               | 8 avsnitt                                                  |
| 2014-2018 | Lovesick                       | Luke                        | 22 avsnitt                                                 |
| 2015      | You, Me & Them                 | Connor                      | Avsnitt: "School Reunion"                                  |
| 2016      | Ett fall för Vera              | Simon                       | Avsnitt: "Dark Road"                                       |
| 2016      | Agatha Raisin – privatdetektiv | Paul Bladen                 | Avsnitt: "The Vicious Vet"                                 |
| 2016-2017 | The Crown                      | Commander Mike Parker       | 9 avsnitt                                                  |
| 2018-2019 | Instinct                       | Andrew "Andy" Wilson        | 24 avsnitt                                                 |
| 2019      | Black Mirror                   | David Gilkes                | Avsnitt: "Smithereens"                                     |
| 2019-2023 | Sex Education                  | Dan                         | 7 avsnitt                                                  |
| 2020      | The English Game               | Francis Marindin            | 5 avsnitt                                                  |
| 2020-2022 | I Hate Suzie                   | Cob Betterton               | 11 avsnitt                                                 |
| 2022      | Why Didn't They Ask Evans?     | Roger Bassington-ffrench    | 3 avsnitt                                                  |
| 2023      | The Gold                       | Archie Osborne              | 6 avsnitt                                                  |
| 2023      | The Winter King                | Owain                       | 6 avsnitt                                                  |
| 2024      | The Gentlemen                  | Frederick "Freddy" Horniman | 8 avsnitt                                                  |
| 2025      | A Knight of the Seven Kingdoms | Ser Lyonel Baratheon        | Kommande                                                   |